# قائمة رؤساء بنغلاديش
تسرد هذه المقالة رؤساء بنغلاديش وتشمل الأشخاص الذين أدى اليمين الدستورية بعد إعلان استقلال بنغلاديش في عام 1971.

## الترقيم
بعد الشيخ مجيب الرحمن، أول رئيس لبنغلاديش، لا يوجد نظام ترقيم واحد مقبول ومتبع عالميًا للرؤساء اللاحقين. تحسب المصادر المختلفة الترقيم بطرق مختلفة اعتمادًا على ما إذا سيحسب الرؤساء بالوكالة وما إذا كان العد حسب عدد الفترات أو عدد الأفراد وعوامل أخرى. على سبيل المثال على الرغم من أن بدر الدجى تشودري خدم لفترة ولاية واحدة فقط وصف في المنشورات الحكومية وفي الصحافة بأنه الرئيس السادس عشر لبنغلاديش، وأيضًا بأنه الرئيس الخامس عشر والثالث عشر والحادي عشر.

## رؤساءبنغلاديش(1971-الآن)
| رابطة عوامي / رابطة العمال الزراعيين البنجلاديشيين أوامي | الحزب الوطني البنغلاديشي |
| حزب جاتيا                                                | العسكرية                 |
| مستقل                                                    | القائم بأعمال الرئيس     |

|                                   | الصورة         | الأسم (ميلاد - وفاة)            | إنتخابات              | المنصب         | المنصب                           | المنصب             | الحزب                                     |
| بداية المنصب                      | الصورة         | الأسم (ميلاد - وفاة)            | إنتخابات              | ترك المنصب     | الزمن في المنصب                  |                    | الحزب                                     |
| --------------------------------- | -------------- | ------------------------------- | --------------------- | -------------- | -------------------------------- | ------------------ | ----------------------------------------- |
|                                   |                | مجيب الرحمن (1920–1975)         | —                     | 17 أبريل 1971  | 12 يناير 1972                    | 270 أيام           | رابطة عوامي                               |
|                                   |                | سيد نذر الإسلام (1925–1975)     | —                     | 17 أبريل 1971  | 12 يناير 1972                    | 270 أيام           | رابطة عوامي                               |
|                                   |                | أبو سعيد شودري (1921–1987)      | —                     | 12 يناير 1972  | 24 ديسمبر 1973                   | 1 سنة و346 أيام    | رابطة عوامي                               |
|                                   |                | محمد محمد الله (1921–1999)      | —                     | 24 ديسمبر 1973 | 27 يناير 1974                    | 1 سنة و32 أيام     | رابطة عوامي                               |
| 1974 ‏                             | 27 يناير 1974  | محمد محمد الله (1921–1999)      | 25 يناير 1975         |                |                                  | 1 سنة و32 أيام     | رابطة عوامي                               |
|                                   |                | مجيب الرحمن (1920–1975)         | —                     | 25 يناير 1975  | 15 أغسطس 1975 (أغتيل في إنقلاب.) | 202 أيام           | رابطة عوامي                               |
|                                   |                | خندكر مشتاق أحمد (1918–1996)    | —                     | 15 أغسطس 1975  | 6 نوفمبر 1975 (مخلوع.)           | 83 أيام            | رابطة عوامي                               |
|                                   |                | أبو سادات محمد صائم (1916–1997) | —                     | 6 نوفمبر 1975  | 21 أبريل 1977                    | 1 سنة و166 أيام    | رابطة عوامي                               |
|                                   |                | ضياء الرحمن (1936–1981)         | 1977 1978 ‏            | 21 أبريل 1977  | 30 مايو1981 (أغتيل.)             | 4 سنوات و39 أيام   | القوات المسلحة / الحزب الوطني البنغلاديشي |
|                                   |                | عبد الستار (1906–1985)          | —                     | 30 مايو1981    | 20 نوفمبر 1981                   | 298 أيام           | الحزب الوطني البنغلاديشي                  |
| 1981 ‏                             | 20 نوفمبر 1981 | عبد الستار (1906–1985)          | 24 مارس 1982 (مخلوع.) |                |                                  | 298 أيام           | الحزب الوطني البنغلاديشي                  |
| الوظيفة شاغرة (24 – 27 مارس 1982) |                |                                 |                       |                |                                  |                    |                                           |
|                                   |                | إحسان الدين تشودري (1915–2001)  | —                     | 27 مارس 1982   | 10 ديسمبر 1983                   | 1 سنة و258 أيام    | مستقل                                     |
|                                   |                | حسين محمد إرشاد (1930–2019)     | 1985 1986 ‏            | 11 ديسمبر 1983 | 6 ديسمبر 1990                    | 6 سنوات و360 أيام  | القوات المسلحة / حزب جاتيا                |
|                                   |                | شهاب الدين أحمد (1930–2022)     | —                     | 6 ديسمبر 1990  | 10 أكتوبر1991                    | 308 أيام           | مستقل                                     |
|                                   |                | عبد الرحمن بيسواس (1926–2017)   | 1991 ‏                 | 10 أكتوبر1991  | 9 أكتوبر1996                     | 4 سنوات و365 أيام  | الحزب الوطني البنغلاديشي                  |
|                                   |                | شهاب الدين أحمد (1930–2022)     | 1996 ‏                 | 9 أكتوبر1996   | 14 نوفمبر 2001                   | 5 سنوات و36 أيام   | مستقل                                     |
|                                   |                | بدر الدجى تشودري (ولد 1932)     | 2001 ‏                 | 14 نوفمبر 2001 | 21 يونيو 2002                    | 219 أيام           | الحزب الوطني البنغلاديشي                  |
|                                   |                | جمير الدين سركار (ولد 1931)     | —                     | 21 يونيو 2002  | 6 سبتمبر 2002                    | 77 أيام            | الحزب الوطني البنغلاديشي                  |
|                                   |                | عياض الدين أحمد (1931–2012)     | 2002 ‏                 | 6 سبتمبر 2002  | 12 فبراير 2009                   | 6 سنوات و159 أيام  | مستقل                                     |
|                                   |                | محمد ظل الرحمن (1929–2013)      | 2009 ‏                 | 12 فبراير 2009 | 20 مارس 2013 (توفى في المنصب.)   | 4 سنوات و36 أيام   | رابطة عوامي                               |
|                                   |                | محمد عبد الحامد (ولد 1944)      | —                     | 14 مارس 2013   | 24 أبريل 2013                    | 12 سنوات و121 أيام | رابطة عوامي                               |
| 2013 ‏                             | 24 أبريل 2013  | محمد عبد الحامد (ولد 1944)      | 24 أبريل 2018         |                |                                  | 12 سنوات و121 أيام | رابطة عوامي                               |
| 2018 ‏                             | 24 أبريل 2018  | محمد عبد الحامد (ولد 1944)      | 24 إبريل 2023         |                |                                  | 12 سنوات و121 أيام | رابطة عوامي                               |
|                                   |                | محمد شهاب الدين (مواليد 1949)   | 2023                  | 24 إبريل 2023  | حاليا (ينتهي في 24 إبريل 2028)   | 2 سنوات و80 أيام   | رابطة عوامي                               |